# Idaho Falls (Idaho)
Idaho Falls település az Amerikai Egyesült Államok Idaho államában, Bonneville megyében, melynek megyeszékhelye is. Lakosainak száma 64 818 fő (2020. április 1.).

## Népesség
A település népességének változása:

| 2010 | 56 813 |
| 2020 | 64 818 |